# Arisaema clavatum
Arisaema clavatum är en kallaväxtart som beskrevs av Samuel Buchet. Arisaema clavatum ingår i släktet Arisaema och familjen kallaväxter. Inga underarter finns listade.